# Abdelrahman Tolba
Abdelrahman Hussein Abdulfattah Al-Husseini Tolba (arabiska: عبدالرحمن حسين عبدالفتاح الحسيني طلبه), född 29 juli 2007, är en egyptisk fäktare som tävlar i florett.

## Karriär
Vid olympiska sommarspelen 2024 i Paris blev Tolba utslagen i åttondelsfinalen i florett av amerikanske Nick Itkin samt var en del av Egyptens lag tillsammans med Mohamed Essam, Mohamed Hamza och Alaaeldin Abouelkassem som slutade på åttonde plats i lagtävlingen i florett.